# Quin curs, el meu tercer

Foto final de rodatge de l'equip de Quin curs el meu tercer

Quin curs el meu tercer (1994) és un telefilm produït per Televisió de Catalunya (TVC), dirigit per Ignasi P. Ferrer i guió de Francesc Bellmunt. La pel·lícula està basada en la novel·la juvenil del mateix títol d'Oriol Vergés i produïda Fair Play Produccions S.A.

## Sinopsi
En Pere Molins és un estudiant català que ara estudia a San Diego que escriu un diari del que va passar arran de la separació dels seus pares..

## Repartiment
Actors i actrius principals,
- Albert López Murtra
- Carme Elías
- Sergi Mateu
- Marian Aguilera
- Jordi Torras
- Pol Mainat
- Miquel Gelabert